# Lijst van voetbalinterlands Nieuw-Zeeland - Verenigde Staten
Deze lijst van voetbalinterlands is een overzicht van alle officiële voetbalwedstrijden tussen de nationale teams van Nieuw-Zeeland en de Verenigde Staten. De landen hebben tot op heden vier keer tegen elkaar gespeeld. De eerste ontmoeting, een groepswedstrijd tijdens de FIFA Confederations Cup 1999, werd gespeeld in Guadalajara (Mexico) op 24 juli 1999. Het laatste duel, een vriendschappelijke wedstrijd, vond plaats op 10 september 2024 in Cincinnati.

## Wedstrijden
| № | Plaats          | Datum             | Competitie                   | Wedstrijd                        | Uitslag |
| - | --------------- | ----------------- | ---------------------------- | -------------------------------- | ------- |
| 1 | Guadalajara     | 24 juli 1999      | FIFA Confederations Cup 1999 | Nieuw-Zeeland − Verenigde Staten | 1 – 2   |
| 2 | Richmond        | 8 juni 2003       | Vriendschappelijk            | Verenigde Staten – Nieuw-Zeeland | 2 – 1   |
| 3 | Washington D.C. | 11 oktober 2016   | Vriendschappelijk            | Verenigde Staten – Nieuw-Zeeland | 1 – 1   |
| 4 | Cincinnati      | 10 september 2024 | Vriendschappelijk            | Verenigde Staten – Nieuw-Zeeland | 1 – 1   |

## Samenvatting
| Competitie              | Totaal gespeeld | Winst Nieuw-Zeeland | Gelijk | Winst Verenigde Staten | Doelsaldo Nieuw-Zeeland – Verenigde Staten |
| ----------------------- | --------------- | ------------------- | ------ | ---------------------- | ------------------------------------------ |
| FIFA Confederations Cup | 1               | 0                   | 0      | 1                      | 1 − 2                                      |
| Vriendschappelijk       | 3               | 0                   | 2      | 1                      | 3 − 4                                      |
| Totaal                  | 4               | 0                   | 2      | 2                      | 4 − 6                                      |

## Details

### Eerste ontmoeting
| FIFA Confederations Cup 1999 (Guadalajara, Mexico, 24 juli 1999): |       |                                      |
| Nieuw-Zeeland                                                     | 1 – 2 | Verenigde Staten                     |
| Chris Zoricich 90+3'                                              | goals | 25' Brian McBride 58' Jovan Kirovski |

### Derde ontmoeting
| Vriendschappelijk (Washington D.C., Verenigde Staten, 11 oktober 2016): |              | |
| Verenigde Staten | 1 – 1        | Nieuw-Zeeland |
| Julian Green 27' | goals        | 72' Monty Patterson |
| Jürgen Klinsmann | bondscoach   | Anthony Hudson |
| William Yarbrough 46' Michael Orozco Fiscal Omar Gonzalez Matt Besler Kellyn Acosta 59' Perry Kitchen 64' Sacha Kljestan Michael Bradley DeAndre Yedlin Jozy Altidore 88' Julian Green 78' | opstellingen | Stefan Marinovic 58' Andrew Durante 74' Winston Reid Michael Boxall 46' Liam Graham 67' Clayton Lewis Michael McGlinchey 46' Marco Rojas Kip Colvey Monty Patterson Chris Wood                        |
| David Bingham 46' Lynden Gooch 59' Danny Williams 64' Juan Agudelo 78' Terrence Boyd 88' Bill Hamid Paul Arriola Steve Birnbaum Tim Parker                                                 | wissels      | 46' Louis Fenton 46' 75' Henry Cameron 58' Sam Brotherton 67' Moses Dyer 74' Themi Tzimopoulos 75' Kosta Barbarouses Tamati Williams Deklan Wynne Te Atawhai Hudson-Wihongi Rory Fallon Matt Ridenton |
| Jozy Altidore 86' | gele kaarten | 84' Monty Patterson |
| - Debuut van Lynden Gooch (Sunderland) voor de Verenigde Staten. |              | |

NZF · A-internationals · Bondscoaches · Statistieken · N-Zeelands vrouwenelftal · Olympisch elftal · N-Zeeland U21 · N-Zeeland U20 · N-Zeeland U19 · N-Zeeland U18 · N-Zeeland U17
1920 – 1949 ·
1950 – 1959 ·
1960 – 1969 ·
1970 – 1979 ·
1980 – 1989 ·
1990 – 1999 ·
2000 – 2009 ·
2010 – 2019 ·
2020 − 2029
WK 1982 ·
WK 2010
OS 2008 ·
OS 2012 ·
OS 2020
1922 · 
1923 · 
1924 · 
1925–1926 ·
1927 · 
1928–1932 ·
1933 · 
1934–1935 ·
1936 · 
1937 · 
1938–1945 ·
1946 · 
1947 · 
1948 · 
1949–1950 ·
1951 · 
1952 · 
1953 ·
1954 · 
1955 · 
1956 ·
1957 · 
1958 · 
1959 · 
1960 · 
1961 · 
1962 · 
1963 ·
1964 · 
1965–1966 ·
1967 · 
1968 · 
1969 · 
1970 · 
1971 · 
1972 · 
1973 · 
1975 · 
1976 · 
1977 · 
1978 · 
1979 · 
1980 · 
1981 · 
1982 · 
1983 · 
1984 · 
1985 · 
1986 · 
1987 · 
1988 · 
1989 · 
1990 · 
1991 · 
1992 · 
1993 · 
1994 · 
1995 · 
1996 · 
1997 · 
1998 · 
1999 · 
2000 · 
2001 · 
2002 · 
2003 · 
2004 · 
2005 · 
2006 · 
2007 · 
2008 · 
2009 · 
2010 · 
2011 · 
2012 · 
2013 ·
2014 ·
2015 ·
2016 ·
2017 ·
2018 ·
2019 ·
2020 ·
2021 ·
2022 ·
2023 ·
2024
Australië ·
Bahrein ·
Botswana ·
Brazilië ·
Canada ·
Chili ·
China ·
Colombia ·
Congo-Kinshasa ·
Cookeilanden ·
Costa Rica ·
Curaçao ·
Duitsland ·
Egypte ·
El Salvador ·
Engeland ·
Estland ·
Fiji ·
Frankrijk ·
Gambia ·
Georgië ·
Ghana ·
Griekenland ·
Honduras ·
Hongarije ·
Ierland ·
India ·
Indonesië ·
Irak ·
Iran ·
Israël ·
Italië ·
Jamaica ·
Japan ·
Jordanië ·
Kenia ·
Koeweit ·
Libanon ·
Litouwen ·
Maleisië ·
Marokko ·
Mexico ·
Myanmar ·
Nieuw-Caledonië ·
Noord-Ierland ·
Noorwegen ·
Oezbekistan ·
Oman ·
Papoea-Nieuw-Guinea ·
Paraguay ·
Peru ·
Polen ·
Portugal ·
Qatar ·
Rusland ·
Salomonseilanden ·
Samoa ·
Saoedi-Arabië ·
Schotland ·
Servië ·
Singapore ·
Slovenië ·
Slowakije ·
Soedan ·
Sovjet-Unie ·
Spanje ·
Tahiti ·
Taiwan ·
Tanzania ·
Thailand ·
Trinidad en Tobago ·
Tunesië ·
Turkije ·
Uruguay ·
Vanuatu ·
Venezuela ·
Verenigde Arabische Emiraten ·
Verenigde Staten ·
Wales ·
Wit-Rusland ·
Zuid-Afrika ·
Zuid-Korea ·
Zuid-Vietnam ·
Zweden
Italië (2010) ·
Schotland (1982) · 
Slowakije (2010)
USSF · A-internationals · Selecties · Bondscoaches · Amerikaans vrouwenelftal · Olympisch elftal · USA -21 · USA -20 · USA -19 · USA -18 · USA -17
1885 – 1919 · 
1920 – 1929 · 
1930 – 1939 · 
1940 – 1949 · 
1950 – 1959 · 
1960 – 1969 · 
1970 – 1979 · 
1980 – 1989 · 
1990 – 1999 · 
2000 – 2009 · 
2010 – 2019 ·
2020 − 2029
CA 1993 · 
CA 1995 · 
CA 2007 · 
CA 2016
CC 1992 · 
CC 1999 · 
CC 2003 · 
CC 2009
WK 1930 · 
WK 1934 · 
WK 1950 · 
WK 1990 · 
WK 1994 · 
WK 1998 · 
WK 2002 · 
WK 2006 · 
WK 2010 · 
WK 2014
OS 1904 · 
OS 1924 · 
OS 1928 · 
OS 1936 · 
OS 1948 · 
OS 1952 · 
OS 1956 · 
OS 1972 · 
OS 1984 · 
OS 1988 · 
OS 1992 · 
OS 1996 · 
OS 2000 · 
OS 2008
Algerije ·
Antigua en Barbuda ·
Argentinië ·
Armenië ·
Australië ·
Azerbeidzjan ·
Barbados ·
België ·
Belize ·
Bermuda ·
Bolivia ·
Bosnië en Herzegovina ·
Brazilië ·
Canada ·
Chili ·
China ·
Colombia ·
Costa Rica ·
Cuba ·
Curaçao ·
Denemarken ·
DDR ·
Duitsland ·
Ecuador ·
Egypte ·
El Salvador ·
Engeland ·
Estland ·
Finland ·
Frankrijk ·
Ghana ·
GOS ·
Grenada ·
Griekenland ·
Guatemala ·
Guyana ·
Haïti ·
Honduras ·
Hongarije ·
Ierland ·
IJsland ·
Iran ·
Israël ·
Italië ·
Ivoorkust ·
Jamaica ·
Japan ·
Joegoslavië ·
Kaaimaneilanden ·
Kameroen ·
Koeweit ·
Letland ·
Liechtenstein ·
Luxemburg ·
Malta ·
Marokko ·
Martinique ·
Mexico ·
Moldavië ·
Nederland ·
Nederlandse Antillen ·
Nicaragua ·
Nieuw-Zeeland ·
Nigeria ·
Noord-Ierland ·
Noord-Korea ·
Noord-Macedonië ·
Noorwegen ·
Oekraïne ·
Oezbekistan ·
Oman ·
Oostenrijk ·
Panama ·
Paraguay ·
Peru ·
Polen ·
Portugal ·
Puerto Rico ·
Qatar ·
Roemenië ·
Rusland ·
Saint Kitts en Nevis ·
Saint Vincent en de Grenadines ·
Saoedi-Arabië ·
Schotland ·
Servië ·
Slovenië ·
Slowakije ·
Sovjet-Unie ·
Spanje ·
Thailand ·
Trinidad en Tobago ·
Tsjechië ·
Tsjecho-Slowakije ·
Tunesië ·
Turkije ·
Uruguay ·
Venezuela ·
Wales ·
Zuid-Afrika ·
Zuid-Korea ·
Zweden ·
Zwitserland
Algerije (2010) ·
België (2014) ·
Brazilië (2009, 2) ·
Duitsland (2014) ·
Engeland (2010) ·
Ghana (2006) · 
Ghana (2014) · 
Italië (2006) · 
Nederland (2022) ·
Portugal (2014) ·
Slovenië (2010) ·
Tsjechië (2006)